# Made in Abyss
Made in Abyss (jap. メイドインアビス, Meido in Abisu) ist eine Manga-Serie von Akihito Tsukushi, welche seit 2012 erscheint. Seit 2017 wird sie als Anime adaptiert.

## Inhalt

### Welt
Die Geschichte spielt in der Stadt Orth, die um ein riesiges und rätselhaftes Loch herum erbaut wurde, welches Abyss genannt wird. Die Insel, welche im Vorspann der 2. Staffel zu sehen ist, befindet sich in einem unbedeutenden Ozean und sieht aus wie ein Einschussloch.
Das Abyss ist ein schätzungsweise 20 Kilometer tiefes Loch mit mindestens 7 Schichten, in der die Reise durch einen Fluch erschwert wird. Das Abyss ist mit einem Energiefeld gefüllt, welches wie ein Schleier mit unterschiedlicher Dichte auf allem liegt. Nach Unten verursacht der Schleier keine Probleme, aber wenn sich ein menschlicher Reisender innerhalb des Abyss nach oben bewegt, entstehen je nach Schicht unterschiedliche Folgen. Diese können von Kopfschmerzen, schwerer Erschöpfung und Halluzinationen bis hin zum Verlust der Menschlichkeit und dem Tod führen. In der Tiefe des Abgrunds vergeht die Zeit langsamer, so dass nach einigen Wochen im Abyss mehrere Jahre an der Oberfläche vergangen sein können. Jede Schicht des Abyss wird von grauenhaften und niedlichen Lebewesen bewohnt, welche alle tödlich sein können. Im Abyss verteilt sind Artefakte mit offenbar magischen Eigenschaften, welche durch die Höhlentaucher geborgen werden.

### Handlung
Riko wohnt in einem Waisenhaus und wird wie die anderen Kinder als Höhlentaucherin und Schatzsucherin ausgebildet. Als Rotpfeife hat sie den niedrigsten Rang. Sie findet eines Tages am oberen Rand des Abyss einen ohnmächtigen Androiden-Jungen, den sie „Reg“ nennt, und nimmt ihn mit zu sich nach Hause. Reg besitzt Arme aus Metall, die verlängert werden können und in denen eine äußerst mächtige Strahlenkanone eingebaut wurde. Jedoch besitzt Reg keine Erinnerungen an sein bisheriges Leben im Abyss. Während seines Aufenthaltes freunden sich Riko und Reg an. Kurz darauf findet Riko eine Notiz ihrer lange verschollenen Mutter Lyza, in der steht, dass sie auf Riko am Grund des Abyss warte. Riko entschließt sich daraufhin zusammen mit Reg in das Abyss zu reisen, um ihre Mutter zu suchen. Ihre Mutter ist eine Weißpfeife mit dem höchsten Rang als Höhlentaucher.
Auf ihrer Reise in die zweite Schicht des Abyss treffen Riko und Reg auf Ozen, eine talentierte Höhlentaucherin und Freundin von Rikos Mutter, Lyza. Sie trainiert die beiden Abenteurer und erzählt von Rikos schwieriger Geburt, die im Abyss stattfand. So gebar Lyza in der gefährlichen vierten Ebene ein totes Kind, welches von Ozen nur durch ein mysteriöses Schutzartefakt wiederbelebt werden konnte. Die Höhlentaucherin stellt zuletzt fest, dass die Handschrift auf der Notiz nicht von Lyza stammen kann, was Riko jedoch nicht vom weiteren Abstieg abhält.
Riko und Reg dringen weiter in das Abyss vor, bis Riko durch ein in der vierten Ebene lebendes Monster fatal verletzt wird. Da Reg sie nicht heilen kann, offenbart sich die hasenartige Nanachi, die die beiden bis dahin beobachtet hatte. Während sie Riko bei sich pflegt, erzählt sie Reg die Geschichte von ihrer Freundin Mitty, die die Form einer geistlos wimmernden Amöbe angenommen hat. Beide waren noch Kinder, als sie vom Höhlentaucher Bondrewd in das Abyss mitgenommen und brutalen Experimenten mit dem Energiefeld ausgesetzt wurden. Bondrewd ist ein Weißpfeifen-Höhlentaucher, der stets eine schwarze Maske trägt und grausame Experimente an Waisenkindern durchführt, welche er unter falschen Versprechungen in das Abyss mitnimmt. Dabei verloren sie fast ausnahmslos ihre Menschlichkeit und wurden zu scheinbar unsterblichen Wesen, die nur Leid verspüren konnten. Einzig Nanachi wurde dank Mittys Liebe vor diesem Schicksal verschont, woraufhin sie mit ihrer Freundin in die vierte Ebene floh. Um diese von ihrem Leid zu befreien, bittet sie Reg, Mitty mit seiner übernatürlichen Strahlenkanone auszuschalten. Kurz darauf erwacht Riko von ihrem Koma und Nanachi entscheidet sich, mit den beiden weiter in das Abyss zu steigen.
Die drei Abenteurer erreichen die fünfte Ebene, die den weiteren Zugang zu den Tiefen des Abyss enthält. Zuerst müssen sie sich dem hinterhältigen Forscher Bondrewd stellen, der den Pfad nach unten streng bewacht. Zunächst werden sie freundlich empfangen und von Bondrewds Adoptivtochter Prushka herumgeführt, während sie sich anfreunden. Als Reg aber auf dem Operationstisch erwacht als Bondrewd ihm den Arm absägt, ist es mit der Freundlichkeit vorbei. Beim folgenden Kampf gegen Bondrewd opfert dieser, sehr zum Entsetzen der Protagonisten, die im Abyss geborene Prushka. Bondrewd hatte nach dem Experiment mit Nanachi und Mitty ein grausames Verfahren entwickelt, welches ihm ermöglicht, den Fluch des Abyss zu umgehen: Dazu werden die Kinder, die für seine Experimente herhalten müssen, einer Operation unterzogen, bei welcher alle nicht unmittelbar lebenswichtigen Körperteile entfernt und der Rest in tragbare Kanister, sogenannte „Kartuschen“, gesteckt wird. Durch die Gabe von Medikamenten werden bei den Kindern starke Gefühle wie Angst, aber auch Euphorie und Zuneigung ausgelöst. Wenn Bondrewd sich im Abyss aufwärts bewegt und jene Kartuschen bei sich trägt, wird der Fluch auf die Kinder in den Kartuschen verschoben. Sie erfahren auch, dass Bondrewd im Besitz eines magischen Artefaktes aus dem Abyss ist, welches ihn nahezu unsterblich macht, da er damit seine Seele auf andere Menschen, wie seine Untergebenen, übertragen kann sollte sein derzeitiger Körper zerstört werden. Durch die Liebe Prushkas zu ihrem Vater erhält dieser wie einst Nanachi den Segen des Abyss. Prushka spürt aber auch die Anwesenheit von Riko, zu der sie in der kurzen Zeit ihrer Anwesenheit ebenfalls eine starke Zuneigung entwickelt hat, und verwandelt sich nach ihrem Tod für Riko in eine Weißpfeife, das Erkennungsmerkmal der erfolgreichsten Höhlentaucher. Bondrewd, zutiefst beeindruckt von den Fähigkeiten des Trios, lässt sie gehen. Zusammen mit Meinya, Prushkas geflügeltem Haustier, setzen Riko, Reg und Nanachi ihren Weg fort. Sie steigen in eine Art Taucherglocke und fahren durch einen See mit Gerippen nach unten in die Sechste Ebene ohne Wiederkehr. Ende Staffel 1.
Unsere Forscher der ersten Staffel gelangen in das Dorf Ilblu mit seltsamen Wesen, wo Rikos Weißpfeife erst gestohlen und dann zu ihrer wahren Form weiterverarbeitet wird. Das Dorf benutzt ein den Abenteurern fremdes System, das den „Wert“ eines Bewohners als Währung benutzt. Reg trifft hingegen ihm ähnliche Maschinenwesen, welche das Abyss erforschen sollen und die ihn als Kollege wiedererkennen. Er trifft auch die vierarmige Prinzessin Fapta, die ihn kennt und sich über seine angebliche Rückkehr in das Dorf freut, doch Reg selbst kann sich kaum an sie erinnern. Nanachi findet überraschend die getötete Mitty wieder, die von einem Tausendfüßler namens Belaf kopiert und regelmäßig ausgesaugt wird. In ihrer Verzweiflung bietet sie ihr Bewusstsein für die Freiheit von Mitty. Riko findet währenddessen eine unveränderte Originalsiedlerin des Dorfes namens Vueroeruko in einem Loch und befreit sie. Bald erzählt sie, wie sie die Geschichte des Dorfes erlebt hat.
Vuekoeruko gehörte mit Belaf und Wazukyan zu den Anführern eines Himmelfahrtskommandos auf der Suche nach einer neuen Heimat. Sie landeten vor Jahrhunderten auf der Insel und trafen auf wilde Eingeborene, von denen sie ein Mädchen namens Irumyuui aufnahmen. Da diese steril ist, wollen die Dorfbewohner sie loswerden. Sie erfahren von den Schätzen des Abgrunds der goldenen Stadt und brechen in den Abgrund auf, wo sie sich nahe einer Wasserquelle einrichten. Das Wasser entpuppte sich jedoch als giftig, da es von einem verwesenden Lebewesen stammte, welches sie für eine Höhle gehalten hatten. In ihrer Not mussten die Teilnehmer der Mission die vielen Kinder essen, die Irumyuui nach der Benutzung einer magischen, Wünsche erfüllenden Kugel geboren hatte. Dies heilte sie zwar von der Vergiftung, doch Irumyuui verwandelte sich nach und nach in ein pflanzenartiges Wesen, das die Grundlage des Dorfes Ilblu darstellt. Alle Teilnehmer ließen sich durch Irumyuui eine neue Form geben, nur Vueroeruko behielt ihre Menschlichkeit und wurde dafür eingesperrt.
Es stellt sich heraus, dass die alte Forschergruppe nun die veränderten Dorfbewohner sind. Die Prinzessin Fapta ist hingegen das letzte und einzige überlebende Kind Irumyuuis, das die Tode ihrer Geschwister rächen und das Dorf für ihre Mutter zerstören möchte. Sie kann durch einen Trick die schützende Membran um das Dorf zerstören und will nun alle Dorfbewohner töten. Aber nun können auch all die Monster das Dorf erreichen und auch diese fallen über die Dorfbewohner her. Das lässt sich Fapta nicht bieten und wütet unter den Monstern. Während der Flucht gerät Vueroeruko an ein Loch, durch das der Fluch eindringt. Nanachi kann den Fluch als Nebel sehen und rettet, was von Vueroeruko noch übrig ist. Prinzessin Fapta ruft alle verbliebenen Dorfbewohner zu sich, welche sich ihr opfern. Mit neuer Kraft und Regs, durch die Weißpfeife Prushka verstärkten Kräfte, können sie die Monster abwehren und fliehen. Bevor Vueroeruko stirbt, kann Fapta noch ihre Erinnerungen an das Leben mit Irumyuui aufnehmen, welche schon ihrer Mutter zu wertvoll waren um sie Fapta weiterzugeben. Fapta will nun das Abyss weiter erforschen und schließt sich der Gruppe an.

## Manga
Akihito Tsukushi veröffentlicht den Manga online seit 2012. Seitdem veröffentlichte der Verlag die Kapitel auch in 14 Sammelbänden (Stand August 2025). Der 6. Band verkaufte sich über 34.000 mal in den ersten beiden Wochen.
Eine deutsche Übersetzung erscheint seit Juni 2018 bei Altraverse in bisher 13 Bänden (Stand: März 2025). 2017 sicherte sich Seven Seas Entertainment die Lizenzen zum Manga und bringt diesen in englischer Übersetzung heraus.
Bände
| Band | Veröffentlichung (Japanisch) | ISBN (Japanisch)       | Veröffentlichung (Deutsch) | ISBN (Deutsch)         |
| ---- | ---------------------------- | ---------------------- | -------------------------- | ---------------------- |
| 1    | 31. Juli 2013                | ISBN 978-4-8124-8380-0 | 21. Juni 2018              | ISBN 978-3-96358-027-7 |
| 2    | 30. Juli 2014                | ISBN 978-4-8124-8716-7 | 23. Aug. 2018              | ISBN 978-3-96358-028-4 |
| 3    | 20. Juli 2015                | ISBN 978-4-8019-5274-4 | 25. Okt. 2018              | ISBN 978-3-96358-073-4 |
| 4    | 30. Apr. 2016                | ISBN 978-4-8019-5516-5 | 20. Dez. 2018              | ISBN 978-3-96358-074-1 |
| 5    | 26. Dez. 2016                | ISBN 978-4-8019-5720-6 | 14. Feb. 2019              | ISBN 978-3-96358-075-8 |
| 6    | 29. Juli 2017                | ISBN 978-4-8019-6011-4 | 18. Apr. 2019              | ISBN 978-3-96358-076-5 |
| 7    | 27. Juli 2018                | ISBN 978-4-8019-6339-9 | 14. Juni 2019              | ISBN 978-3-96358-285-1 |
| 8    | 30. Mai 2019                 | ISBN 978-4-8019-6627-7 | 14. Nov. 2019              | ISBN 978-3-96358-392-6 |
| 9    | 27. Juli 2020                | ISBN 978-4-8019-7029-8 | 15. Jan. 2021              | ISBN 978-3-96358-706-1 |
| 10   | 29. Juli 2021                | ISBN 978-4-8019-7390-9 | 21. Feb. 2022              | ISBN 978-3-96358-707-8 |
| 11   | 29. Juli 2022                | ISBN 978-4-8019-7802-7 | 18. Apr. 2023              | ISBN 978-3-7539-1420-6 |
| 12   | 31. Juli 2023                | ISBN 978-4-8019-8108-9 | 15. Jan. 2024              | ISBN 978-3-7539-2211-9 |
| 13   | 30. Aug. 2024                | ISBN 978-4-8019-8393-9 | 17. März 2025              | ISBN 978-3-7539-3287-3 |

## Anime
Unter der Regie von Masayuki Kojima wurde Made in Abyss bei Studio Kinema Citrus als Anime adaptiert. Hauptautor war Hideyuki Kurata und das Charakterdesign stammt von Kazuchika Kise. Die künstlerische Leitung lag bei Osamu Masuyama. Die 13-teilige erste Staffel der Serie wurde von 7. Juli bis 29. September 2017 unter anderem auf AT-X in Japan gezeigt. Innerhalb der USA war die Serie im Streaming-Portal Anime Strike zu sehen, während es außerhalb der USA im Streaming-Portal HIDIVE ausgestrahlt wurde.
Am 14. Februar 2018 gab Universum Anime bekannt, dass sie sich die deutschen Rechte an der Anime-Serie gesichert haben.
Im Januar 2019 wurde die erste Staffel in den zwei Filmen Made in Abyss: Die Reise beginnt (メイドインアビス 旅立ちの夜明け) und Made in Abyss: Gefährten der Dämmerung (メイドインアビス 放浪する黄昏) zusammengefasst und veröffentlicht.
Eine Fortsetzung zur Handlung der ersten Staffel, beziehungsweise der beiden Filme, mit dem Namen Made in Abyss: Seelen der Finsternis (メイドインアビス 深き魂の黎明) wurde im Januar 2020 als Kinofilm veröffentlicht, die deutsche Erstveröffentlichung erfolgte in 167 Kinos am 29. September 2020.
Die zweite Staffel mit dem Untertitel Retsujitsu no Ōgonkyō (烈日の黄金郷, „Goldene Stadt der Sonne“), die an Seelen der Finsternis anschließt, prämierte am 6. Juli 2022 in Japan unter anderem auf AT-X, in Deutschland erfolgte die Erstausstrahlung am 8. Juli 2022 auf ProSieben Maxx im Originalton mit deutschen Untertiteln.

### Episodenliste
Während die meisten Episoden eine übliche Länge von etwa 23 Minuten besitzen, sind die 13. und 25. Episode etwa 46 Minuten lang.

#### Staffel 1
| Episode | Originaltitel                            | Ausstrahlung  | Deutscher Titel (DVD)        |
| ------- | ---------------------------------------- | ------------- | ---------------------------- |
| 1       | Ōana no Machi (大穴の街)                 | 7. Juli 2017  | Die Stadt am Abgrund         |
| 2       | Fukkatsusai (復活祭)                     | 14. Juli 2017 | Auferstehungsfest            |
| 3       | Shuppatsu (出発)                         | 21. Juli 2017 | Aufbruch                     |
| 4       | Abyss no Fuchi (アビスの淵)              | 28. Juli 2017 | Der Rand des Abyss           |
| 5       | Kasou Hou (火葬砲)                       | 4. Aug. 2017  | Feuer und Asche              |
| 6       | Seeker Camp (監視基地[シーカーキャンプ]) | 11. Aug. 2017 | Das Camp der Suchenden       |
| 7       | Fudou Kyou (不動卿)                      | 18. Aug. 2017 | Die Unerschütterliche Hoheit |
| 8       | Seizon Kunren (生存訓練)                 | 25. Aug. 2017 | Überlebenstraining           |
| 9       | Daidansou (大断層)                       | 1. Sep. 2017  | Die Große Kluft              |
| 10      | Doku to Noroi (毒と呪い)                 | 8. Sep. 2017  | Das Gift und der Fluch       |
| 11      | Nanachi (ナナチ)                         | 15. Sep. 2017 | Nanachi                      |
| 12      | Noroi no Shoutai (呪いの正体)            | 22. Sep. 2017 | Die wahre Gestalt des Fluchs |
| 13      | Idomu Mono-tachi (挑む者たち)            | 29. Sep. 2017 | Die Herausforderer           |

#### Staffel 2
| Episode (gesamt) | Episode (Staffel) | Originaltitel                                    | Ausstrahlung  | Deutscher Titel            |
| ---------------- | ----------------- | ------------------------------------------------ | ------------- | -------------------------- |
| 14               | 1                 | Rashinban wa Yami o sashita (羅針盤は闇を指した) | 6. Juli 2022  | Der Kompass zur Finsternis |
| 15               | 2                 | Kaerazu no Miyako (還らずの都)                   | 13. Juli 2022 | Die Stadt ohne Wiederkehr  |
| 16               | 3                 | Narehate Mura (成れ果て村)                       | 20. Juli 2022 | Das Dorf der Schatten      |
| 17               | 4                 | Yūjin (友人)                                     | 27. Juli 2022 | Freundschaft               |
| 18               | 5                 | Hitoku (秘匿)                                    | 3. Aug. 2022  | Im Verborgenen             |
| 19               | 6                 | Yobikomi (呼び込み)                              | 10. Aug. 2022 | Das Herbeirufen            |
| 20               | 7                 | Yokubō no Yōran (欲望の揺籃)                     | 17. Aug. 2022 | Die Wiege der Begierde     |
| 21               | 8                 | Negai no Katachi (願いの形)                      | 24. Aug. 2022 | Die Form des Wunsches      |
| 22               | 9                 | Kikan (帰還)                                     | 31. Aug. 2022 | Rückkehr                   |
| 23               | 10                | Hirou Mono Subete (拾うものすべて)               | 7. Sep. 2022  | Erinnerungen               |
| 24               | 11                | Kachi (価値)                                     | 14. Sep. 2022 | Der Wert                   |
| 25               | 12                | Ōgon (黄金)                                      | 28. Sep. 2022 | Gold                       |

#### Filme
| Originaltitel                                                            | Ausstrahlung  | Deutscher Titel                        | Handlung                                          |
| ------------------------------------------------------------------------ | ------------- | -------------------------------------- | ------------------------------------------------- |
| Made in Abyss: Tabidachi no Yoake (メイドインアビス 旅立ちの夜明け)      | 4. Jan. 2019  | Made in Abyss: Die Reise beginnt       | Fasst die Folgen 1–8 der ersten Staffel zusammen  |
| Made in Abyss: Hōrō Suru Tasogare (メイドインアビス 放浪する黄昏)        | 18. Jan. 2019 | Made in Abyss: Gefährten der Dämmerung | Fasst die Folgen 9–13 der ersten Staffel zusammen |
| Made in Abyss: Fukaki Tamashii no Reimei (メイドインアビス 深き魂の黎明) | 17. Jan. 2020 | Made in Abyss: Seelen der Finsternis   | Spielt zwischen der ersten und zweiten Staffel    |

### Synchronisation
| Rolle    | Jap. Synchronsprecher | Deu. Synchronsprecher |
| -------- | --------------------- | --------------------- |
| Riko     | Miyu Tomita           | Linda Fölster         |
| Reg      | Mariya Ise            | Laurine Betz          |
| Nanachi  | Shiori Izawa          | Maximiliane Häcke     |
| Ouzen    | Sayaka Ohara          | Heike Schroetter      |
| Lyza     | Maaya Sakamoto        | Sonja Spuhl           |
| Mitty    | Eri Kitamura          | Julia Stoepel         |
| Jiruo    | Taishi Murata         | Sebastian Schulz      |
| Bondrewd | Toshiyuki Morikawa    | Oliver Siebeck        |
| Marulk   | Aki Toyosaki          | Jodie Blank           |

### Musik
Der Soundtrack wurde von Kevin Penkin erstellt. Die Lieder im Vorspann (Deep in Abyss) und im Abspann (Tabi no Hidarite, Saihate no Migite, 旅の左手、最果ての右手) werden von den Synchronsprechern der Protagonisten Riko (Miyu Tomita) und Reg (Mariya Ise) gesungen. In den Episoden 10–12 singt auch die Synchronsprecherin von Nanachi (Shiori Izawa) Teile des Abspanns.